# Maladera crinifrons
Maladera crinifrons är en skalbaggsart som beskrevs av Brenske 1899. Maladera crinifrons ingår i släktet Maladera och familjen Melolonthidae. Inga underarter finns listade i Catalogue of Life.